# Dorothy Reed Mendenhall
Dorothy Reed Mendenhall (ur. 22 września 1874 w Columbus, zm. 31 lipca 1964 w Chester) – amerykańska lekarka, na której cześć nazwano komórki Reed-Sternberga.

## Życiorys
Pochodziła z rodziny przemysłowców. Była najmłodszym z trojga rodzeństwa, w 1880 roku jej ojciec zmarł z powodu powikłań wynikających z cukrzycy oraz gruźlicy. W 1906 roku poślubiła Charlesa Elwooda Mendenhalla; miała z nim czworo dzieci, dwoje z nich zmarło w wieku niemowlęcym.
Początkowo była nauczana przez guwernantki i przez swoją babcię, w 1895 roku ukończyła Smith College. Rok później zapisała się do Johns Hopkins School of Medicine (była jedną z nielicznych kobiet przyjętych na tę uczelnię), a w 1900 roku uzyskała stopień Doctor of Medicine. W ramach stypendium pracowała w laboratoriach Williama Oslera i Williama Welcha przy prowadzeniu badań z zakresu patologii. Badania te wykazały, że choroba Hodgkina jest chorobą odrębną od gruźlicy oraz charakteryzuje się obecnością komórek nazwanych później komórkami Reed-Sternberga. Ponadto Reed zauważyła, że choroba Hodgkina nie jest skutkiem zakażenia.
W 1903 roku zamieszkała w Nowym Jorku oraz została rezydentką na oddziale pediatrycznym w szpitalu dziecięcym, po ślubie w 1906 roku tymczasowo zrezygnowała z kariery zawodowej. Od 1914 roku wykładała na University of Wisconsin-Madison oraz pisała biuletyny dla jednego z wydziałów tejże uczelni. Prowadziła także kursy korespondencyjne dla młodych matek oraz zajmowała się zbieraniem danych epidemiologicznych dotyczących zdrowia matek i dzieci. Z jej inicjatywy w 1915 roku w Madison powstała klinika dla niemowląt, która jednocześnie była pierwszą tego typu placówką medyczną w stanie Wisconsin, w następnych latach powstały cztery kolejne takie kliniki; dzięki temu w 1937 roku miasto Madison zostało uznane za mające najniższy wskaźnik śmiertelności niemowląt w całym kraju. W latach 1918–1919 Dorothy Reed Mendenhall uczestniczyła w programie ważenia i mierzenia dzieci poniżej 6. roku życia.
Po śmierci swojego męża w 1935 roku zakończyła karierę zawodową. Odbyła podróż po Ameryce Środkowej, następnie zamieszkała w Chester, gdzie zmarła w 1964 roku z powodu choroby serca.

## Prace naukowe
- On the Pathological Changes in Hodgkin’s Disease, with Special Reference to its Relation to Tuberculosis (1902)[2]
- Milk: The Indispensable Food for Children (1918)[2]
- What is Happening to Mothers and Babies in the District of Columbia? (1928)[2]
- Midwifery in Denmark (1929)[1]